# Tragedia de Young
La tragedia de Young, fue un suceso acontecido el 17 de marzo de 2006 en la localidad de Young, en el departamento de Río Negro, en el Uruguay, cuando una prueba organizada para un programa de televisión, que consistía en mover una locomotora varios metros tirando de unas cuerdas, salió mal y la locomotora arrolló a los voluntarios con un saldo de ocho personas fallecidas y varios mutilados.

## Contexto
Young es una localidad de quince mil habitantes, ubicada en el departamento de Río Negro a una distancia de 350 km al noroeste de Montevideo.
Desafío al corazón fue un programa de televisión de Montevideo que se emitía por Canal 10 y que conducía Humberto de Vargas junto con Paola Bianco en exteriores. El programa realizaba «pruebas solidarias», las que de cumplirse llevaría un premio benéfico para una institución necesitada.
La ciudad se vio convulsionada cuando se anunció que el programa los visitaría para realizar una de sus pruebas, que beneficiaría, en este caso, el hospital de Young. La prenda, ideada por los creativos de Desafío al corazón, Ernesto Depauli (de treinta y ocho años) y Fernando Seriani (de treinta años), consistía en remolcar a mano una locomotora de la Administración de Ferrocarriles del Estado (AFE) con motor apagado una distancia de 75 m, la misma unidad en metros que los años que cumplía el hospital.

## La tragedia
El 17 de marzo de 2006, sobre las 13:00 h, llegó desde Paysandú la locomotora francesa Alsthom n.o 818 (de 56 000 kg) de la Administración de Ferrocarriles del Estado (AFE), que sería utilizada para la prueba. Poco tiempo después llegaba el equipo de televisión de Canal 10. Mientras tanto, gran parte de la población de Young se amontonaba y se emocionaba en la estación.
Con cuerdas y frente a una multitud que superaba las dos mil personas, la prueba se inició diez minutos antes de la hora señalada y sin previo aviso de la organización, bajo una densa llovizna, jalando de las largas cuerdas más de trescientas enfervorizadas personas, a las que sin control se sumaron mujeres mayores y niños. Todos eran alentados por la población y medios de comunicación que apoyaban la prueba con el fin de recaudar los 30 000 $ para la calefacción de su hospital, en un clima de festejo y adhesión. 
Debido a la lluvia, la vía se tornó más resbaladiza, permitiendo a la locomotora tomar velocidad[cita requerida]. De esta forma comenzó a marchar por tracción humana de los presentes y sin que nadie hubiese dado la orden de hacerlo causando así el atropello de las personas que estaban más cerca. El saldo fue de ocho fallecidos y varias personas mutiladas.

## Repercusiones
Ninguna de las instituciones participantes (MSP, Intendencia de Río Negro, Policía, Bomberos, Canal 10, empresas del medio, etc.) fueron responsabilizadas por el accidente. La única persona que fue llevada a la justicia, el maquinista de AFE, fue absuelta en 2009. La prensa uruguaya llamó a los fallecidos «los mártires de la solidaridad».
Elvio Recoba murió aplastado por una locomotora en 2006, cuando se sumó a una prueba de televisión que tenía como objetivo dotar de calefacción al hospital de Young. 
Doce años después, luego de un litigio judicial y de una larga lucha burocrática con la ASSE, cuatro de sus hijos usaron el dinero ganado en un juicio contra Canal 10 y el Estado para comprar una ambulancia y donarla a pueblo Grecco, otra localidad de Río Negro.
La donación se hizo efectiva el 18 de agosto en la ciudad de Florida (Uruguay) por Julio Recoba, uno de los donantes. «El pueblo de Grecco agradece a la familia de Elvio Recoba por su tan importante donación y por tener presente a nuestro pueblo».